# Ели Дюкомен
 Ели Дюкомен (на френски: Élie Ducommun) е швейцарски журналист и политик, ръководител и почетен секретар на Постоянното международно бюро за мир в Берн. Удостоен с Нобелова награда за мир за 1902 г. заедно с Шарл Албер Гоба.

## Ранни години (1833 – 1855)
Роден е на 19 февруари 1833 година в Женева, Швейцария, най-малкият от тримата сина в семейството на Жул Дюкомен, часовникар от Ньошател, и Октавия Мате. Семейството е бедно и не може да осигури висше образование на Ели, но успехите на момчето са толкова забележителни, че след като завършва училище на 17-годишна възраст, отива да живее в едно преуспяващо саксонско семейство като домашен учител. Там прекарва три години, научава перфектно немски език и след завръщането си в Женева започва да го преподава в държавните училища.

## Научна и политическа дейност (1855 – 1902)
Две години по-късно, през 1855 г., става редактор на политическото списание „Женевски преглед“ (на френски: Revue de Genève) и дейността му помага да заеме високо положение в местната политика. През 1857 г. е назначен за вицеканцлер на кантона Женева, а след пет години за канцлер.
През 1865 Дюкомен се връща към журналистиката и става редактор на вестник „Прогрес“ (на френски: Progrès). По това време започва да се интересува и от движението за мир, което се заражда в Западна Европа. Интересът му се задълбочава и след известно време той е вече един от редакторите на списание „Съединени европейски щати“ (на френски: Les États-Unis d'Europe), където отговаря за френския отдел. Списанието се издава в Париж от пацифистката организация Международна лига за мир и свобода (на френски: Ligue internationale de la paix et de la liberté). Дюкомен се включва в дискусиите, организирани от различните работнически групи и либерални дружества в Берн. В процеса на тези дискусии се ражда идеята за кредитна организация, която да обслужва нуждите на швейцарските работници. Тя е реализирана от Дюкомен през 1869 г., когато основава Швейцарската народна банка. Към 1907 г. броят на вложителите в банката нараства от деветдесет и трима на четиридесет хиляди.
През 1871 г., след едногодишна военна служба като секретар на генерал Ханс Херцог, Дюкомен, с колегата си Август Шнееганс, основава вестник „Helvétie“, който излиза в голям тираж и бързо си спечелва популярност. Но подкрепата на федералната швейцарска конституция отблъсква френските абонати на вестника и през 1872 г. той престава да съществува. През следващата година Дюкомен оглавява строителството на железопътната линия Юра-Берн (по-късно Юра-Симплон), което дължи на журналистическата си известност. Като се премества в Бил и наблюдава строежа, той не губи връзката си с пацифистите. След края на строителството през 1887 г. Дюкомен се връща в Берн. Длъжността си на администратор по жп линията той съчетава с работа в Големия съвет на Женева в продължение на девет години и в Големия съвет на Берн в продължение на десет години.
През 1891 г. по време на ІV конференция на Междупарламентарния съюз в Рим заедно с Шарл Албер Гоба основава Международното бюро за мир за координиране на дейността на различните пацифистки дружества в Европа. Дюкомен заема длъжността секретар на новата организация, без да получава никакво възнаграждение. Средства за съществуване продължава да му носи работата по жп линията.
Посвещавайки вечерите, почивните дни и отпуските си на работата в Бюрото, Дюкомен поддържа обширна кореспонденция, подготвя ежегодни конференции, пише и разпространява заявления и брошури, събирайки внушителна библиотека от документи по проблемите на мирa и разоръжаването. Той също така ръководи швейцарската делегация на Бюрото.

## Последни години (1902 – 1906)
През 1902, заедно с Шарл Гоба, е удостоен с Нобелова награда за мир. Всичките пари, получени от Нобеловия комитет, Дюкомен дава на пацифистките движения. Когато през 1903 г. швейцарското правителство получава железопътната линия Юра-Симплон, той напуска поста си и вече нищо не го отвлича от пацифизма.
Умира на 7 декември 1906 година в Берн на 73-годишна възраст. Животът на Дюкомен се характеризира, както пише Фредерик Паси, един от неговите съратници в движението за мир, с „непрекъснат труд, усърдие, добросъвестност и преданост на поставените задачи“.

## Личен живот
През 1857 г. Дюкомен се жени за братовчедка си Адел Дюкомен. Човек с широки интереси, той цени литературата и театъра, основава две културни дружества за франкоезичното население на Швейцария. Книгата му със стихове „Последни усмивки“ (на френски: Derniers Sourires) е публикувана през 1886 г.